# Keffals
克拉拉·索伦蒂（1994年3月25日—），网名Keffals，是一名加拿大Twitch主播、跨性别权益运动人士、政治评论者。她还曾作为加拿大共产党候选人参选安大略省大选和联邦大选。
索伦蒂是跨女，在青少年时期开始性别转换。在美国德州州长阿博特于2022年2月要求州政府机构将给跨性别青少年提供的任何性别肯定医疗服务（例如青春期阻滞剂和激素替代疗法）都视作虐待儿童之后，她开始积极参与跨性别权益运动。索伦蒂在Twitch直播中分享自己身为跨女的经历，还在节目中邀请过切尔西·曼宁等人。
2022年开始，索伦蒂受到大量骚扰，主要来自于网络论坛Kiwi Farms。她在网上遭到恶意弃名错称，还有骚扰者多次故意对她假报警，致警察多次上门盘查，及至破门而入，使她被警察持枪拘捕，她因而吁请各大DDos保护服务商停止为Kiwi Farms提供服务。2022年9月3日，Cloudflare终止Kiwi Farms的服务，后Kiwi Farms更換網路供應商。

## 早年生活
索伦蒂自幼起便开始用网名“Keffals”玩《军团要塞2》和《盖瑞模组》等游戏。12岁时，她意识到自己是跨性别者。2013年，18岁时，在父母的陪伴下，索伦蒂前往泰国完成手术。
大学就读于西安大略大学。

## 职业生涯
身为跨性别权益运动者，索伦蒂经常因跨性别身份而遭到骚扰。

### 政治生涯（2018年至2019年）
索伦蒂曾是加拿大新民主党的志愿者。2016年特朗普当选后，她进入政界并作为加共党员参加了2018年安大略省大选和2019年联邦大选，但都以失败告终。在这期间，她是加拿大共青团安省伦敦分会的组织者。

#### 选举结果
| 年份 | 选举职位         | 选区         | 政党 | 政党                   | 得票     | 得票   | 得票     | 结果 | 参考来源      |
| 年份 | 选举职位         | 选区         | 政党 | 政党                   | 得票总数 | 得票率 | 得票排名 | 结果 | 参考来源      |
| ---- | ---------------- | ------------ | ---- | ---------------------- | -------- | ------ | -------- | ---- | ------------- |
| 2018 | 安大略省议员     | 伦敦北区中心 |      | 加拿大共产党（安大略） | 128      | 0.24%  | 7th      | 失败 | [ 17 ]        |
| 2019 | 加拿大下议院议员 | 伦敦北区中心 |      | 加拿大共产党（安大略） | 137      | 0.21%  | 6th      | 失败 | [ 18 ] [ 19 ] |

### 网络生涯（2020年至今）
最初，索伦蒂在Twitch上做游戏主播。在2021至2022年间美国各州立法机构推出一系列反跨法案后，她开始触及政治评论内容。
2022年2月，美国德州州长阿博特要求德州政府机构将所有给未成年人提供的性别肯定疗法（例如青春期阻滞剂和激素替代疗法）都视作虐待儿童。索伦蒂表达了反对意见。同年4月，阿拉巴马州一项法案规定为18岁以下的未成年人提供性别肯定医疗是重罪。索伦蒂说：“他们根本就是想让这群孩子他妈的自杀。”在当时的一次直播中，她为美国南方LGBTQ+公益组织南方平等运动（英語：Campaign for Southern Equality）筹集了20,5000美元捐款，用以扶助跨性别青少年。再一个月后，她呼吁关注一名16岁跨女的Twitch直播录像；那名女孩当时正在自家卧室直播《我的世界》，突然有警察闯入搜查，之后她又被送入寄养机构。索伦蒂还在她的直播上批评了佛罗里达州的莫谈同性恋法以及尤瓦尔迪小学枪击案阴谋论。该阴谋论声称尤瓦尔迪小学枪击案的凶手是跨性别者，并被美国极右翼阴谋论网站信息战和美国共和党众议员保罗·戈萨拉所推广。
2022年6月，《华盛顿邮报》记者泰勒·洛伦兹将索伦蒂描述为Twitch平台上的一颗冉冉升起的“新星”。洛伦兹称，索伦蒂“放弃了该平台传统的游戏直播模式，转而利用这一平台来讨论新闻和政治话题”。洛伦兹还称，索伦蒂的Twitch直播是“为数不多的能让观众由跨性别者之口听到新闻的媒体。”
索伦蒂的Twitch账户在2022年7月18日被封禁28天（后减至14天）。封禁原因是直播封面出现了“重复性的仇恨语言或符号”。索伦蒂认为，这些所谓的仇恨语言是她过去所受到的骚扰的截图，而且她是因为“公开谈论（她所受到的）辱骂”而遭到封禁。在封禁期间，她转而到YouTube上直播。
索伦蒂于2020年12月开始使用推特，并已在该平台上积累了超过10万名粉丝。索伦蒂还以“Ratio”其他推特人物而闻名。在英文推特上，若一条推文的回复表达了与原推相对的观点并获得更多赞，则被称为“ratio”。有时推特用户会有意在回复中反对原推的观点，或者直接回复“ratioed”以期获得比原推更多的赞来刻意“ratio”对方。索伦蒂还与蒂姆·浦尔、坎迪斯·歐文斯、劳伦·萨瑟恩、J.K.罗琳等公众人物以及前Twitch主播Destiny发生过网络纠纷。
索伦蒂在Patreon和PayPal等渠道上接受粉丝捐款资助她的直播事业，她用这些钱雇佣了一名编辑和一名平面设计师。

#### 遭受骚扰
2022年8月5日，有人向安大略省伦敦市议员发送电邮，谎称自己是索伦蒂并意图杀害索伦蒂的母亲和伦敦市议员，结果警察破门而入并逮捕索伦蒂。该事件导致她的电脑与手机被警察没收。索伦蒂认为这一事件是仇恨犯罪，并称伦敦市警局在逮捕过程中对她弃名错称。据她说，警察与她母亲交谈时，将索伦蒂错称为“儿子”。警方则称，所有对索伦蒂曾用名的使用都是基于她以前与警方的互动记录，而非故意不尊重。加拿大广播公司报道称，警察部门将重新“审视警察是如何对待（她）的”。在这一由假报警导致的逮捕一周前，多伦多还发生了另一起针对索伦蒂的假报警。索伦蒂称，由于缺乏和多伦多警察局的联系，伦敦警局并不知道此前的这起假报警。此后，伦敦警局起草了关于对待跨性别嫌疑人办法的改革方案。而在更之前，她被Kiwi Farms用户人肉搜索，她和她家人的个人信息，包括住址和电话号码，都被公开发到了Kiwi Farm上。Kiwi Farm是一个讨论和骚扰网上人物及社区的网络论坛。该网站用户还泄露了她的裸照并发出了死亡威胁。
该事件发生后，索伦蒂在加拿大环球电视的采访中说：“我不会退缩。我知道我所作的工作是非常有价值的，而且……几乎每天都有（跨性别者）告诉我说他们因为我而选择向家人出柜”。加拿大新民主党党魁驵勉诚就此发推评论道“跨性别者，尤其是跨性别权益运动人士，应该有让自己的声音被众人听到的自由。而非遭到人肉和假报警骚扰、在警察枪口下被逮捕并且反复弃名错称。谁都不应受到这样的待遇。”
在遭到假报警并被警察错误逮捕后，索伦蒂设立了一个GoFundMe众筹活动，为自己搬家和诉讼提供资金，并表示她将继续自己的直播事业。之后，索伦蒂发推称她的众筹在遭到大量举报之后被GoFundMe冻结了，但最后她还是搬进了一家宾馆。到了2022年8月17日，这家宾馆的位置也被人发到Kiwi Farm上，于是宾馆被骚扰者用索伦蒂的弃名所点的披萨外卖给淹没了。索伦蒂认为宾馆的位置是她在Discord上发了一张她的猫的照片后暴露的；这张照片无意间泄露了宾馆的床单的图案纹路，使骚扰者得以将图片和当地宾馆的床单一一对照。伦敦市警察局证实他们正在调查此事及另一起人肉未遂事件。之后，索伦蒂搬到了新的临时地点，并表示打算每周搬一次家，直到找到永久住所为止。她还说她打算在为Kiwi Farm提供服务的Cloudflare的旧金山办公室外举办一次针对Kiwi Farm的抗议活动。
在她的Uber账户被入侵，一堆食物又被送到她门前之后，面临持续不断的骚扰，索伦蒂宣布她将在一至两个月内搬离加拿大，到欧洲某处居住。但在搬到北爱贝尔法斯特后，她再遭人肉。2022年9月3日，Cloudflare终止了对Kiwi Farms的服务。该网站曾短暂地只能通过洋葱路由访问。6日，索伦蒂宣布胜利，称她已成功运动实现了关闭Kiwi Farms的目标。2022年9月6日，The Daily Dot证实一家名为VanwaTech、专为极右翼网站提供服务的科技公司正为Kiwi Farms提供服务，使其得以重新上线。

## 外部連結
- Keffals官方网站
- Keffals的X（前Twitter）
- Keffals的Twitch频道
- YouTube上的Keffals頻道